# Giorgos Sigalas
Giorgos Sigalas (en griego: Γιώργος Σιγάλας; Peristeri, Atenas Occidental, 31 de julio de 1970) es un exjugador y entrenador de baloncesto griego de la década de los 90.

## Biografía
Sigalas comenzó jugando en el Olympiacos B.C. en 1992, y estuvo en el equipo ateniense hasta 1997 después de ganar la Euroliga para unirse al Stefanel Milano de la liga italiana. Jugó durante la temporada 1997-98 y volvió después a la liga griega para jugar con el Aris BC hasta el año 2001. Después se fue al rival del Aris, el PAOK Salónica BC y jugó la temporada 2001/02 antes de irse a la Liga ACB al CB Granada en el comienzo de la temporada 2002/03. Después jugó en el Viola Reggio Calabria en el final de la temporada 2002/03. Compartió equipo con jugadores como Eddie Johnson, David Rivers, Žarko Paspalj, Willie Anderson, Christian Welp o Walter Berry.

## Clubes
- Olympiacos B.C. (1992–1997)
- Stefanel Milano (1997–1998)
- Aris Salónica BC (1998–2001; 2005–2007)
- PAOK Salónica BC (2001–2002)
- CB Granada (2002–2003)
- Viola Reggio Calabria (2003)
- Makedonikos (2003–2004)
- Panionios BC (2004–2005)

## Palmarés
- Euroliga: 1

Olympiacos BC: 1997.
- 5 Ligas de Grecia:

Olympiacos BC:  1993, 1994, 1995, 1996, 1997
- 2 Copas de Grecia:

Olympiacos BC: 1994, 1997